# Hank Aaron: Chasing the Dream
Pour plus de détails, voir Fiche technique et Distribution.
Hank Aaron: Chasing the Dream est un film américain réalisé par Michael Tollin, sorti en 1995.

## Synopsis
L'histoire du joueur de baseball Hank Aaron.

## Fiche technique
- Titre : Hank Aaron: Chasing the Dream
- Réalisation : Michael Tollin
- Scénario : Michael Tollin
- Musique : Ed Smart
- Photographie : Derek Britt et Chuck Cohen
- Montage : John Ganem
- Production : Fredric Golding
- Société de production : Tollin/Robbins Productions et Turner Pictures
- Pays :  États-Unis
- Genre : Documentaire
- Durée : 120 minutes
- Dates de sortie : 
  -  États-Unis : 12 avril 1995

## Distinctions
Le film a été nommé à l'Oscar du meilleur film documentaire.